# Vlag van Lens
De vlag van Lens is op 22 maart 1999 bij raadsbesluit vastgesteld als de vlag van de Henegouwse gemeente Lens. De vlag kan als volgt worden beschreven:
Rood met drie leeuwen van wit, geklauwd, getongd en gekroond van geel.
De vlag werd pas op 30 april 1999 bevestigd door de Franse Gemeenschapsregering. De vlag is volledig gebaseerd op het gemeentewapen en ziet er dus helemaal hetzelfde uit.